# 사회 증명
사회 증명(社会証明)은 사회심리학의 용어로 개인의 의견의 타당성을 증명하는 것을 가리킨다.
사람은 군중 중에서 자신을 지지하는 의견이 전혀 없으면 자기의 의견의 타당성에 의문을 느끼고 의견을 철회해 버리는 것이 보통이다. 그러나, 자신을 지지하는 의견이 하나라도 있으면 상황이 일변한다.
예를 들면, 동성애라는 상황을 생각해 본다. 주위가 이성애뿐이라고, 자기의 성 지향에 의문을 느껴 자신은 이상한 것이 아닐까 고민하게 된다. 그러나, 동호의 존재를 아는 것으로, 성 지향을 자기 긍정해, 나아가서는 커밍 아웃에 이르는 경우가 있는 것은 사회적 증명을 이룰 수 있는 업이라고 말할 수 있다.

## 같이 보기
- 군중에 호소하는 논증
- 편승 효과
- 방관자 효과
- 군중심리학
- 관찰 학습
- 동조 압력
- 제3의 물결 (실험)
- 티핑 포인트